# Guglielmo Spadalunga
Guglielmo degli Aleramici di Monferrato, noto come Guglielmo Spadalunga o Guglielmo Lunga Spada (in occitano Guilhem Longa-Espia; primi anni 1140 – aprile 1177), fu il figlio di Guglielmo V il Vecchio, marchese di Monferrato, e fratello di Corrado, Adelasia e Bonifacio I del Monferrato, oltre che cugino di Federico Barbarossa e Luigi VII di Francia.

## Il soprannome
Il suo soprannome è dovuto alla Historia rerum in partibus transmarinis gestarum di Guglielmo di Tiro (probabilmente coniato per distinguerlo dal padre, conosciuto come Guglielmo il Vecchio). Tale soprannome può ritrovarsi anche nella canzone scritta tra il 1176 e il 1177 da Peire Bremon lo Tort: 
e, per Deu, vai a midons dir

qu'en gran dolor et en cossir

me fai la nuoit e.l jorn estar.

di.m a'n Guilhelm Longa-Espia,

bona chanzos, qu'el li.t dia

e que i an per lieis confortar»
(Peire Bremon)

## Il matrimonio
Guglielmo Lungaspada era quindi figlio di uno dei signori feudali più importanti dell'Italia Settentrionale, ma si sposò tardi, nonostante la sua alta posizione gli avrebbe consentito il matrimonio in età più giovane. Guglielmo il Vecchio aveva provato a farlo sposare con le figlie del re inglese Enrico II o con le figlie di Guglielmo I di Scozia, ma nessun partito andò a buon fine. 
Nel 1176 Guglielmo Longaspada è ritenuto il candidato più adatto, secondo Raimondo III di Tripoli e Baldovino IV di Gerusalemme, per sposare la sorella di quest'ultimo, Sibilla. Con il matrimonio, Guglielmo ottiene anche i titoli di Signore di Giaffa e di Ascalona. 
Il giovane principe muore misteriosamente, forse afflitto da malaria, nell'aprile 1177, senza nemmeno poter vedere il suo giovane figlio, avuto dalla relazione con Sibilla, e che prenderà il nome di Baldovino V di Gerusalemme. Nemmeno Guglielmo il Vecchio, il nonno del fanciullo, che si imbarcherà apposta per conoscerlo, lo potrà vedere. 
Il corpo di Guglielmo Lungaspada venne tumulato in Gerusalemme.

## Ascendenza
|                            |                          |                            | Genitori              |  |  | Nonni |  |  | Bisnonni                    |  |  | Trisnonni                |  |
|                            |                          |                            |                       |  |  |       |  |  | Guglielmo IV del Monferrato |  |  | Ottone II del Monferrato |  |
|                            |                          |                            |                       |  |  |       |  |  | Guglielmo IV del Monferrato |  |  | Ottone II del Monferrato |  |
|                            |                          | Costanza di Savoia         |                       |  |  |       |  |  | Guglielmo IV del Monferrato |  |  |                          |  |
| Ranieri I del Monferrato   |                          |                            |                       |  |  |       |  |  | Guglielmo IV del Monferrato |  |  |                          |  |
|                            |                          | Otta di Agliè              | Tibaldo di Agliè      |  |  |       |  |  |                             |  |  |                          |  |
|                            |                          | Otta di Agliè              | Tibaldo di Agliè      |  |  |       |  |  |                             |  |  |                          |  |
|                            |                          | Otta di Agliè              | …                     |  |  |       |  |  |                             |  |  |                          |  |
| Guglielmo V del Monferrato |                          | Otta di Agliè              |                       |  |  |       |  |  |                             |  |  |                          |  |
|                            |                          | Guglielmo I di Borgogna    | Rinaldo I di Borgogna |  |  |       |  |  |                             |  |  |                          |  |
|                            |                          | Guglielmo I di Borgogna    | Rinaldo I di Borgogna |  |  |       |  |  |                             |  |  |                          |  |
|                            |                          | Guglielmo I di Borgogna    | Alice di Normandia    |  |  |       |  |  |                             |  |  |                          |  |
| Gisella di Borgogna        |                          | Guglielmo I di Borgogna    |                       |  |  |       |  |  |                             |  |  |                          |  |
|                            |                          | Stefania di Borgogna       | …                     |  |  |       |  |  |                             |  |  |                          |  |
|                            |                          | Stefania di Borgogna       | …                     |  |  |       |  |  |                             |  |  |                          |  |
|                            |                          | Stefania di Borgogna       | …                     |  |  |       |  |  |                             |  |  |                          |  |
| Guglielmo Spadalunga       |                          | Stefania di Borgogna       |                       |  |  |       |  |  |                             |  |  |                          |  |
|                            | Leopoldo II di Babenberg | Ernesto di Babenberg       |                       |  |  |       |  |  |                             |  |  |                          |  |
|                            | Leopoldo II di Babenberg | Ernesto di Babenberg       |                       |  |  |       |  |  |                             |  |  |                          |  |
|                            | Leopoldo II di Babenberg | Adelaide di Eilenburg      |                       |  |  |       |  |  |                             |  |  |                          |  |
| Leopoldo III di Babenberg  | Leopoldo II di Babenberg |                            |                       |  |  |       |  |  |                             |  |  |                          |  |
|                            |                          | Ida di Formbach-Ratelnberg | Rapoto IV di Cham     |  |  |       |  |  |                             |  |  |                          |  |
|                            |                          | Ida di Formbach-Ratelnberg | Rapoto IV di Cham     |  |  |       |  |  |                             |  |  |                          |  |
|                            |                          | Ida di Formbach-Ratelnberg | Matilde               |  |  |       |  |  |                             |  |  |                          |  |
| Giuditta di Babenberg      |                          | Ida di Formbach-Ratelnberg |                       |  |  |       |  |  |                             |  |  |                          |  |
|                            |                          | Enrico IV di Franconia     | Enrico III il Nero    |  |  |       |  |  |                             |  |  |                          |  |
|                            |                          | Enrico IV di Franconia     | Enrico III il Nero    |  |  |       |  |  |                             |  |  |                          |  |
|                            |                          | Enrico IV di Franconia     | Agnese di Poitou      |  |  |       |  |  |                             |  |  |                          |  |
| Agnese di Waiblingen       |                          | Enrico IV di Franconia     |                       |  |  |       |  |  |                             |  |  |                          |  |
|                            |                          | Berta di Savoia            | Oddone di Savoia      |  |  |       |  |  |                             |  |  |                          |  |
|                            |                          | Berta di Savoia            | Oddone di Savoia      |  |  |       |  |  |                             |  |  |                          |  |
|                            |                          | Berta di Savoia            | Adelaide di Susa      |  |  |       |  |  |                             |  |  |                          |  |
|                            |                          | Berta di Savoia            |                       |  |  |       |  |  |                             |  |  |                          |  |